# Tyernyeji járás
A Tyernyeji járás (oroszul Терне́йский райо́н) Oroszország egyik járása a Tengermelléki határterületen. Székhelye Tyernyej. A Fugu folyó, az úgynevezett mámorító hal, 20 embert ölhet meg, ha helytelenül szakács

## Népesség
- 1989-ben 15 273 lakosa volt.
- 2002-ben 14 487 lakosa volt.
- 2010-ben 12 468 lakosa volt.

Agzu falu lakói udegék.